# لامفرداتية
اللامفرداتية أو نقص الانسجام النفسي أو ألكسيثيميا (بالإنجليزية: Alexithymia)‏، هي حالة ضعف في الشخصية للتعبير عن العواطف والمشاعر والتعلق الاجتماعي، والعلاقات الشخصية. وعلاوة على ذلك، الأشخاص الذين يعانون من اليكسيثيميا يجدون أيضا صعوبة في التمييز بين مشاعر الاخرين وتقديرها. وذلك ليس لانهم قساة القلوب والعكس صحيح فالمصابون بهذه الحالات معروفين بانهم اناس حساسين جداً ولكن يوجد لديهم كبت يجعلهم في حالة unempathic غير عاطفيين خارجيا أي بمعنى لا يعبرون عن مشاعرهم.نسبة الاشخاص المصابين بهذه الحالة قد تصل إلى حوالي 10% من البشر.

## أصل التسمية والتعريف
قد صيغ مصطلح "اليكسيثيميا" من قبل الطبيب النفسي بيتر سيفنيوس في عام 1973. ووفقا لقاموس أوكسفورد للغة الإنكليزية، اتت كلمة اليكسيثيميا من اليونانية λέξις (كسيس أي "الكلام") وθυμός (ثوموس أي الغضب أو الكتمان، "تم تعديل الكلمة من قبل ألاحرف الابجدية الألمانية واصبحت تعني حرفيا" لا توجد كلمات عن العواطف ".أي لا يوجد تعبير للعواطف..
وتعد الكيسيثيميا ظاهرة نفسية يفقد فيها الشخص التعبير عن العواطف المشاعر الداخلية، والكيسيثيميا لا تعد مرضا. موجود على نحو اعتيادي عند بعض الناس الذين يمارسون يومياتهم ولكن التفاعل مع مشاعر الآخرين صفر، من موت وحزن وهم وقلق. وهو بالنسبة لهم تصــرف عادي لا يشعرون بانهم حين يأتون إلى جنــازة أو عرس فهو سيان.والشخص المصاب لا يشعر بالمعاناة حتى تبدأ الاضطرابات الثانوية في الظهور".

## الأعراض والتشخيص
ويعرف الكيسيثيميا بواسطة الأمور التالية:
1- صعوبة في تحديد المشاعر والتمييز بين المشاعر والأحاسيس الجسدية في الإثارة العاطفية.
2- صعوبة وصف المشاعر للأشخاص الآخرين حيث تضعف قدرة المرء على التعرف على مشاعره الشخصية وتؤثر على العلاقات بين الأشخاص وعلى تسوية النزاعات.
3- عمليات تخيلية ضيقة، كما يتضح وجود ندرة في الأوهام. أي يعتبر الأشخاص المصابون بهذه الحالة أكثر واقعية من باقي الناس أي انهم دينيماكيين أكثر ولكن تختلف الحالة من شخص إلى اخر.فبعض الأشخاص قد تكون مخيلتهم واسعة ولكن لا يستطيعون ان يعبروا عن احلامهم وامالهم.
4-الأشخاص الذين يعانون من هذه الظاهرة يتسمون بالبرود والانعزال عن الاخرين وعلى الرغم من أن هذه الصفات يمكن أن تكون مفيدة في مجال العمل المهني (العمل)، فإنها يمكن أن تسبب مشاكل في مجالات أخرى من الحياة. (الحياة الزوجية أو العائلية والاجتماعية)
5- قد يعاني الشخص المصاب ب«أليكسيثيميا» بشكل عام من الضغوط الشديدة- والمواقف الصعبة مثل الطلاق أو النزاعات في مكان العمل، على سبيل المثال- وهذا قد يؤدي إلى الإصابة باضطرابات ثانوية مثل مشكلات في الجهاز الهضمي أو الأرق. وقد تتداخل هذه الحالة مع حالة طيف التوحد والتي هي مرض جزء من النماء العصبي.

## أعراض يحتمل أن تكون مرتبطة بالحالة
يحتمل ان ترتبط ظاهرة أليكسيثيميا مع بعض اضطرابات الشخصية، اضطرابات تعاطي المخدرات، بعض اضطرابات القلق، اضطرابات جنسية، بعض الأمراض الجسدية، (مثل ارتفاع ضغط الدم، التهابات أمراض الأمعاء، تشنجات في المعدة وخاصة عند الغضب أو الانزعاج، عسر هضم.الصداع والصداع النصفي، آلام أسفل الظهر، متلازمة القولون العصبي، الربو، الغثيان، الحساسية، الفيبروميالغيا.)
عدم القدرة على تعديل العواطف هي إمكانية في تفسير السبب في أن بعض المصابين بأليكسيثيميا هم عرضة لتصريف التوتر الناجم عن الحالات العاطفية غير السارة عن طريق القيام بأفعال متهورة أو سلوكيات قهرية مثل الشراهة عند تناول الطعام، تعاطي المخدرات، انحراف في السلوك الجنسي، أو فقدان الشهية العصبي. والفشل لتنظيم العواطف معرفيا قد يؤدي إلى ارتفاعات طويلة من النظام العصبي المستقل (ANS) وأنظمة الغدد الصم العصبية التي يمكن أن تؤدي إلى أمراض الجسمية.
أسباب هذه الظاهرة:
السبب المباشر لهذه الظاهرة غير واضحة على الرغم من العديد من النظريات التي اقترحت ودراستها. ولكن بعض الدراسات دلت على ان هذه الظاهرة لها اساس وراثي، وهذا يعني ان لدى بعض الناس استعداد على اكتساب الكيسيثيميا، ولكن قد تكون الحالة المكتسبة وراثيا غير متطورة أو في حالة خجولة غير ظاهرة للاخرين ولكن للبيئة المحيطة السبب الأكبر في الإصابة بها (العائلة -المدرسة -المجتمع).
وأظهرت الدراسات المبكرة لهذه الحالة انه قد يكون هناك عجز نقل نصفي بين نقل المعلومات العاطفية من النصف الأيمن من الدماغ بشكل صحيح إلى المناطق اللغوية في نصف الكرة المخية اليسرة، كما يمكن أن يكون سبب انخفاض القشرة الحزامية الأمامية، والتي غالبا ما تكون موجودة في المرضى النفسيين الذين يعانون من سوء المعاملة في مرحلة الطفولة، وأشارت دراسة أخرى أجريت في عام 1997 أن الكيسيثيميا قد يكون راجعا إلى اضطراب في النصف الأيمن من الدماغ، المسؤول إلى حد كبير عن معالجة العواطف. بالإضافة إلى ذلك، قد يشير نموذج العصبية في حالة الكيسيثيميا إلى أنه قد يكون ذات صلة بخلل وظيفي من القشرة الحزامية الأمامية. ولكن جميع هذه الدراسات لديها بعض أوجه القصور، والأدلة التجريبية حول أسباب الكيسيثيميا لا تزال غير حاسمة. وبقيت الحالة الاجتماعية هي الأكثر تأثيرا ووضوحا من غيرها.

## العلاج
أليكسيثيميا" ظاهرة قابلة للعلاج إن "العلاج يمكن أن يملأ الفجوات في الذكاء العاطفي"، إلا أنه قد يكون من الصعب إيجاد معالج متخصص في علاج "أليكسيثيميا" وكل أمر يتعلق بالعائلة والمحيط الاجتماعي من حيث الاستماع إلى الشخص المصاب بهذه الحالة وتشجيعه لقول ما يريد.

## وصلات خارجية
- Emotional Intelligence على مشروع الدليل المفتوح